# Speyeria nokomis
Espèce
Speyeria nokomis est une espèce nord-américaine de lépidoptères de la famille des Nymphalidae et de la sous-famille des Heliconiinae.

## Dénomination
Speyeria nokomis a été nommé par William Henry Edwards en 1862.
Synonymes : Argynnis nokomis Edwards, 1862.

### Noms vernaculaires
Speyeria nokomis se nomme Nokomis Fritillary en anglais.

### Sous-espèce
- Speyeria nokomis apacheana (Skinner, 1918)
- Speyeria nokomis coerulescens (Holland, 1900) au Mexique.
- Speyeria nokomis melaena Mooser & Garcia, 1980 au Mexique.
- Speyeria nokomis nitocris (Edwards, 1874) ; en Arizona.
- Speyeria nokomis wenona dos Passos & Grey, 1945 au Mexique[1].

## Description
C'est un assez grand papillon d'une envergure de 63 à 79 mm, de couleur orange à marron, orné de dessins marron foncé dont une ligne de chevrons limitrophes de la ligne marginale.
Le revers des antérieures est orange bordé de jaune pâle alors que les postérieures sont jaune pâle ornées de taches blanches cernées de noir qui forment une ligne submarginale puis deux autres lignes parallèles au bord de l'aile.

### Chenille
La chenille, porteuse d'épines ramifiées, est de couleur variant avec les stades, orangée puis marron puis marron rayée d'orange et enfin orangé orné de taches marron.

## Biologie

### Période de vol et hivernation
Il vole en une génération entre juillet et septembre.
Ce sont les jeunes chenilles qui hivernent.

### Plantes hôtes
La plantes hôte est Viola nephrophylla.

## Écologie et distribution
Il est présent sur la côte ouest de l'Amérique du Nord au Mexique et aux États-Unis  en Californie, au Nevada, dans l'Utah, en Arizona et dans l'ouest du Colorado et du Nouveau-Mexique,.

### Biotope
Il réside en zone humide, au bord des cours d'eau.

### Protection
Pas de statut de protection particulier mais leur habitat doit être protégé.